# Марха
Марха̀ е голяма река в Азиатската част на Русия, Източен Сибир, Република Якутия (Саха), ляв приток на Вилюй. Дължината ѝ е 1181 km, която ѝ отрежда 33-то място по дължина сред реките на Русия.
Река Марха води началото си от североизточната част на Вилюйското плато, разположено в централната част на Средносибирското плато, на 709 m н.в., на 23 km северно от посьолок Айхал, в западната част на Република Якутия (Саха). Горното течение на реката е разположено на Вилюйското плато и има типичен планински характер, а средното е с полупланински характер и преминава по източното подножие на платото. В тези два участъка руслото на Марха изобилства от бързеи и прагове, а дъното е каменисто. След устието на най-големия ѝ приток река Моркока започва долното течение на Марха което преминава по западната част на Централноякутската равнина. Тук долината ѝ става широка, с обширна заливна тераса а руслото изобилства от меандри. Влива отляво в река Вилюй, при нейния 518 km, на 94 m н.в., на 6 km югоизточно от село Жархан, Република Якутия (Саха).
Водосборният басейн Марха има площ от 99 хил. km2, което представлява 21,8% от водосборния басейн на река Вилюй и се простира в западната част на Република Якутия (Саха).
Границите на водосборния басейн на реката са следните:
- на север – водосборния басейн на река Оленьок, вливаща се в море Лаптеви;
- на изток – водосборните басейни на реките Тюнг и Тюкян, леви притоци на Вилюй;
- на югозапад и запад – водосборните басейни на реките Игиата, Холомолох-Юрях, Лахарчана, Сюн и Могди, леви притоци на Вилюй.

Река Марха получава 237 притока с дължина над 15 km, като 11 от тях са с дължина над 100 km:
- 944 → Далдин 138 / 3380
- 864 ← Олдондо 159 / 1900
- 766 ← Мархара 232 / 5920
- 585 ← Моркока 841 / 32400
- 523 → Улегиен 125 / 1460
- 489 → Ханя 398 / 7740
- 424 → Накин 174 / 2210
- 409 ← Курунг-Джелинде 117 / 1800
- 295 ← Улахан-Джюктели 156 / 2750
- 254 ← Ачигий-Джюктели 124 / 1800
- 82 → Конончан 213 / 4770

Подхранването на реката е смесено, снежно и дъждовно, а ролята на подземното ие незначителна. Режимът на оттока се характеризира с високи пролетно-летни води (месец юни), прекъсвано от епизодични (3-4 пъти) големи прииждания в резултат от поройни дъждове. Среден многогодишен отток на 160 km от устието 390 m3/s, което като обем представлява 12,309 km3/год., максимален 7630 m3/s, минимален 1,86 m3/s. Поради голямата си дължина река Марха замръзва в горното си течение в края на септември или началото на октомври, а в долното – в началото на ноември. Размразява се в края на май в долното течение и в началото на юни в горното. Поради това, че климатът в басейна на Марха е изключително суров, рязко континентален, в горното течение реката замръзва до дъно за период от 7 месеца, а в долното – до 5 месеца.
По течението на река Марха са разположени четири села: Маликай, Биситах, Енголжа и Жархан.
При високи моди река Марха е плавателно до устието на река Моркока, при 585 km. В горния басейн на реката, в района на град Удачни и посьолок Айхал се разработват големи находища на диаманти.